# Anders Karlsson (bankman)
Anders Karlsson, född 1966, är en svensk civilekonom och bankman.
Anders Karlsson utbildade sig 1988–1992 till ekonom på Handelshögskolan i Stockholm med examen 1992.
Han arbetade på Handelsbanken 1992—1998, på Swedbank 1999–2008 och på Carnegie Investment Bank 1998–2000, varav 1999–2000 som finanschef. Sedan 2010 har han arbetat på Swedbank, varav som finanschef sedan 2016. 
Han utsågs av Swedbanks styrelse till tillförordnad verkställande direktör med omedelbart tillträde på ett styrelsemöte strax före bolagsstämman den 28 mars 2019, efter att tidigare verkställande direktör avskedats vid samma sammanträde.